# Kendaldoyong (Petarukan)
Kendaldoyong is een bestuurslaag in het regentschap Pemalang van de provincie Midden-Java, Indonesië. Kendaldoyong telt 9951 inwoners (volkstelling 2010).